# Barbara van Hessen

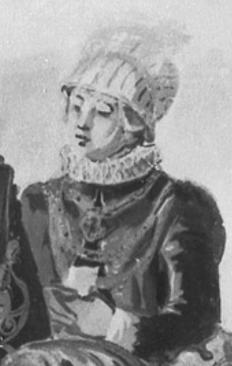
Barbara van Hessen.

Barbara van Hessen (Kassel, 8 april 1536 – Waldeck, 8 juni 1597) was van 1555 tot 1558 gravin-gemalin van Montbéliard en van 1568 tot 1577 gravin-gemalin van Waldeck. Ze behoorde tot het huis Hessen.

## Levensloop
Barbara was een dochter van landgraaf Filips I van Hessen uit diens eerste huwelijk met Christina, dochter van hertog George van Saksen.
Op 10 september 1555 huwde ze in Reichenweier met graaf George I van Württemberg-Montbéliard (1498-1558), die bijna veertig jaar ouder dan haar was. Het graafschap Montbéliard was een lutherse enclave in Frankrijk. George was dit huwelijk aangegaan op aandringen van zijn neef Christoffel, omdat het huis Württemberg dreigde uit te sterven. Door de geboorte van haar enige zoon Frederik I kon Barbara het voortbestaan van de dynastie garanderen. Nadat haar echtgenoot in 1558 was overleden, bekommerde ze zich om de opvoeding van haar zoon, die echter onder de voogdij van hertog Christoffel van Württemberg, graaf Filips III van Hanau-Münzenberg, vorst Wolfgang van Palts-Zweibrücken en Barbara's vader Filips I van Hessen stond.
Op 11 november 1568 hertrouwde Barbara in Kassel met graaf Daniel van Waldeck (1530-1577), die ze vermoedelijk had leren kennen op de begrafenis van haar vader. Daniel overleed in 1577, waarna ze aanzienlijke gelden aan verschillende kerken schonk. Barbara, die in juni 1597 op 61-jarige leeftijd overleed, overleefde haar tweede echtgenoot twintig jaar en kreeg als weduwegoed de helft van het ambt Waldeck. Ook had ze een eigen kanselarij in het Slot Waldeck.  
Barbara werd bijgezet in het klooster van Marienthal in Netze, aan de zijde van haar tweede echtgenoot.

## Nakomelingen
Barbara en haar eerste echtgenoot George hadden drie kinderen:
- Ulrich (1556-1557)
- Frederik I (1557-1608), graaf van Montbéliard en hertog van Württemberg
- Eva Christina (1558-1575)

Haar tweede huwelijk was kinderloos gebleven.